# Czerwony Men
Men Czerwony (niem. Roter Main) – rzeka w Niemczech, w Bawarii, w Górnej Frankonii, źródłowy dopływ Menu o długości ok. 55 km.
Wypływa w Szwajcarii Frankońskiej, dziesięć kilometrów na południe od Bayreuth k. Hörlasreuth (Creußen), na wysokości ok. 581 m. Przepływa przez miasto Bayreuth, potem przez Heinersreuth i Neudrossenfeld. Na południe od Kulmbach, obok zamku Steinenhausen, łączy się z Menem Białym. Po drodze pokonuje różnicę wysokości wynoszącą ok. 280 metrów. Dno rzeki jest gliniaste i szczególnie po deszczach rzeka nabiera czerwono-brązowego koloru. Stąd też pochodzi jej nazwa.